# Sic semper tyrannis

Pieczęć stanowa Wirginii z mottem stanu.

Sic semper tyrannis – łaciński zwrot oznaczający „tak (-i los niech) zawsze (przypada w udziale) tyranom”. W całości wyrażenie to brzmi: Sic semper evello mortem tyrannis (dosłownie: „Tak zawsze pozbawiam życia tyranów”). Bywa tłumaczone również skrótowo jako „śmierć tyranom” lub „obalić tyranię”. Często uważa się, że słowa te jako pierwszy wypowiedział Marek Juniusz Brutus w czasie zabójstwa Juliusza Cezara. Jednak według Plutarcha Brutus nie mógł tego powiedzieć, a nawet jeśli to zrobił, nikt go nie usłyszał:
„Po zamordowaniu Cezara Brutus wystąpił na środek, jakby chciał przemówić na temat tego, co się stało. Ale senatorowie nie czekali na to, lecz rzucili się do drzwi i zaczęli uciekać w popłochu, napełniając lud niepokojem i trwogą...”
W przeszłości zwrot ten przywoływano w Europie i innych częściach świata jako określenie lub odezwę przeciw nadużyciom władzy. Stanowi oficjalne motto stanu Wirginia oraz miasta Allentown w Pensylwanii. W Stanach Zjednoczonych słowa te kojarzy się przede wszystkim z Johnem Wilkesem Boothem, który miał – jak sam twierdził – wykrzyczeć je w czasie zabójstwa prezydenta Abrahama Lincolna.

## Historia
Zwrot przypisuje się Markowi Juniuszowi Brutusowi, najbardziej znanej postaci zaangażowanej w zabójstwo Juliusza Cezara 15 marca 44 p.n.e. Amerykanin John Wilkes Booth zapisał w swoim dzienniku, że zakrzyknął te słowa po tym, jak 14 kwietnia 1865 r. zastrzelił prezydenta Abrahama Lincolna, częściowo przez analogię z zabójstwem Cezara. Koszulkę z takim napisem i zdjęciem Lincolna miał na sobie Timothy McVeigh w chwili swojego aresztowania w dniu zamachu terrorystycznego w Oklahoma City (19 kwietnia 1995 r.).

## Motto
W 1776 r. delegat George Mason zaproponował Kongresowi Wirginii włączenie tych słów do pieczęci stanowej. Pokazuje ona rzymską cnotę virtus (odwagę, męstwo) dzierżącą włócznię i parazonium, opierającą stopę na leżącej na plecach postaci Tyranii, której strącono z głowy koronę. Pieczęć powstała według pomysłu Masona i projektu George'a Wythe'a, sygnatariusza Deklaracji niepodległości Stanów Zjednoczonych i nauczyciela prawa Thomasa Jeffersona. Sięgający czasów wojny secesyjnej żart głosi, że widniejące na obrazie z pieczęci słowa Sic semper tyrannis znaczą tak naprawdę „Zabieraj stopę z mojej szyi”.
Słowa te są także mottem nazwanego na cześć stanu Wirginia okrętu podwodnego amerykańskiej marynarki wojennej – USS Virginia (SSN-774). Wcześniej motto to nosił atomowy krążownik USS Virginia (CGN-38). Obecnie nosi je także amerykańskie Allentown, trzecie co do wielkości miasto Pensylwanii. Odniesienie do niego występuje również w oficjalnym hymnie stanu Maryland pt. Maryland, My Maryland.
Niedawno zwrot ten pojawił się jako ostatni składnik serii wosku do wąsów Oregon Imperial. Niektórzy zwracają uwagę na dwa małe „iksy” na wieczku, interpretując je jako nawiązanie do secesjonistycznego powstania w Oregonie w 1941 r. domagającego się powołania stanu Jefferson.